# Bernat de Ventadorn
Bernat de Ventadorn (occ. Bernart de Ventadorn) (vers 1130-1145 - vers 1190-1200), fou un trobador occità, potser el més conegut.

## Biografia
Com de la major part de les biografies dels trobadors, només en tenim dades més o menys fiables. Segons la vida escrita pel trobador Uc de Saint-Circ (1217?-1253?), Bernat era possiblement fill d'un forner del castell de Ventadorn, a Corresa, al Llemosí. Una altra font, un poema satíric escrit per un contemporani més jove, Pèire d'Alvernha, indica que era fill d'un criat, un soldat o un forner, i la seva mare també era criada o fornera. De l'evidència en el poema juvenil de Bernat, El temps vai i veuen i vire, molt probablement va aprendre l'art de cantar i d'escriure del seu protector, el vescomte Eble III de Ventadorn.
Va compondre els seus primers poemes dedicats a l'esposa del seu patró, Margarida de Turena. Forçat a deixar Ventadorn després d'enamorar-se de Margarida, va viatjar a Montluçon i a Tolosa de Llenguadoc, i va seguir eventualment Elionor d'Aquitània a Anglaterra i a la cort dels Plantagenet; açò ho podem deduir de les seves composicions principalment. Posteriorment Bernat va tornar a Tolosa, on Ramon V de Tolosa, el va acollir; finalment marxà a Dordonya, on entrà en el monestir cistercenc de Dalon, on probablement degué morir.

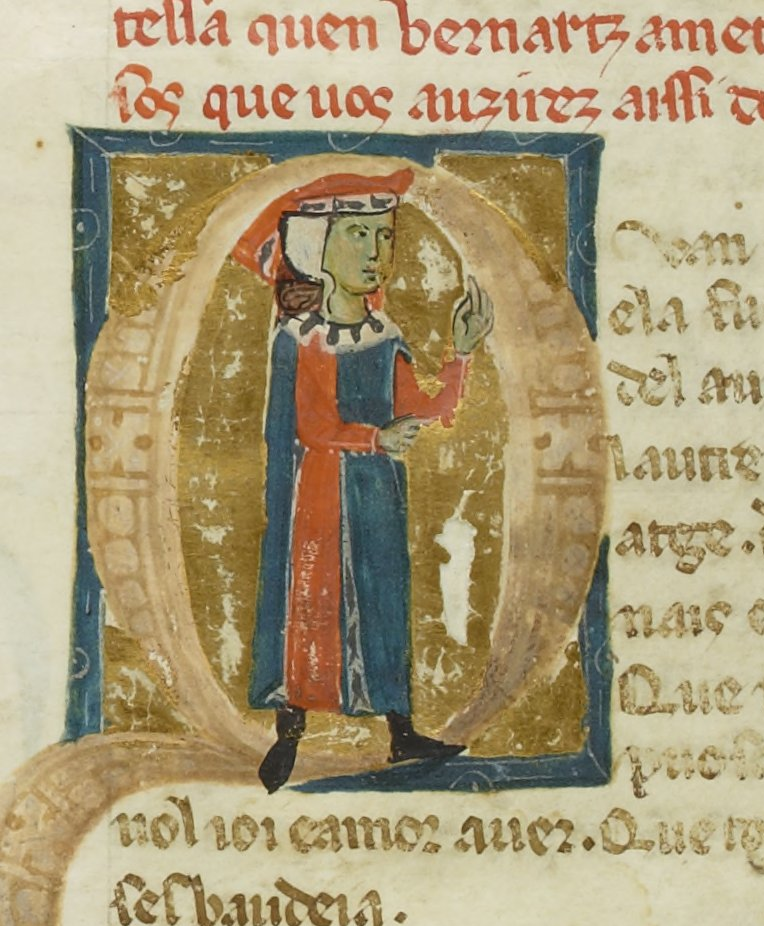
BnF ms. 854 fol. 26v, cançoner I

## Llegat
Ventadorn és únic entre els compositors seculars del segle xii per la quantitat de la seva música que ha sobreviscut: dels seus 45 poemes, 18 tenen la seva música intacta, una circumstància inusual per a un trobador (la música dels trobadors tenien una probabilitat més alta de sobreviure, atribuïda generalment al fet que ells van sobreviure a la croada albigesa, que va dispersar els trobadors i va destruir moltes de les seves fonts). La seva obra data probablement d'entre 1147 i 1180 i va escriure en occità. Bernat és acreditat sovint per ser la influència més important en el desenvolupament de la tradició dels trobadors en el nord de França, ja que allí el coneixien bé, les seves melodies van circular extensament i els primers compositors trobadors semblen haver-lo imitat. La majoria dels seus poemes són amorosos. Es diferencia d'altres autors de l'època per la manera més personal de mostrar els seus sentiments. El reconeixement a la seva obra va arribar fins al romanticisme.

## Mostra
Lo tems vai e ven e vire

Per jorns, per mes e per ans,

Et eu, las no.n sai que dire,

C'ades es us mos talans.

Ades es us e no.s muda,

C'una.n volh e.n ai volguda,

Don anc non aic jauzimen.

Pois ela no.n pert lo rire,

E me.n ven e dols e dans,

C'a tal joc m'a faih assire

Don ai lo peyor dos tans,

- C'aitals amors es perduda

Qu'es d'una part mantenguda -

Tro que fai acordamen...